# Нитрат железа(III)
Нитрат железа(III) — неорганическое химическое соединение, соль азотной кислоты и трехвалентного железа.

## Физические свойства
При обычной температуре в зависимости от концентрации и содержания в растворе кислоты нитрат железа(III) кристаллизуется в виде почти бесцветных кубиков, имеющих состав Fe(NO3)3 · 6H2O, или в моноклинных кристаллах состава Fe(NO3)3 · 9H2O.
Гексагидрат нитрата железа(III) Fe(NO3)3 · 6H2O — светло-фиолетовые гигроскопичные кристаллы с кубической решёткой. Образуется при кристаллизации из водных растворов с содержанием HNO3 не менее 57 % и 28 % Fe(NO3)3.
Нонагидрат нитрата железа(III) Fe(NO3)3 · 9H2O — очень гигроскопичные светло-фиолетовые кристаллы с моноклинной решёткой (a = 0,140 нм, b = 0,970 нм, c = 1,103 нм, β = 95,52°, пространственная группа P21/с). Хорошо растворяются в воде. При нагревании плавится при 50,1 °C. Процесс сопровождается частичным разложением исходного продукта с выделением HNO3 и последующим кипячением раствора при 125 °C.
Таблица растворимости нитрата железа(III) в воде (в пересчете на безводную соль):
| Температура, °С | Концентрация, г/100 г воды | Концентрация, % |
| 0               | 67,08                      | 40,15           |
| 20              | 82,48                      | 45,2            |
| 40              | 104,83                     | 51,18           |

Растворяется также в ацетоне, эфире, этаноле.
Безводный нитрат железа(III) получить не удалось.
В растворе бледно-фиолетовый гексааквакатион [Fe(H2O)6]3+ преобладает только в том случае, если pH~0. При более высоких значениях pH раствор желтеет из-за гидролиза, а если pH выше 2—3, происходит дальнейшая конденсация и начинается образование коллоидных гелей, и в конечном итоге образуется красновато-коричневый осадок гидратированного оксида железа(III).

## Получение
- Нитрат железа(III) получают взаимодействием железной стружки с 20—30 % раствором азотной кислоты:

{\displaystyle {\mathsf {Fe+4HNO_{3}\longrightarrow Fe(NO_{3})_{3}+2H_{2}O+NO\uparrow }}}
- В производстве этот процесс проводят, продувая через раствор воздух:

{\displaystyle {\mathsf {4Fe+12HNO_{3}+3O_{2}\longrightarrow 4Fe(NO_{3})_{3}+6H_{2}O}}}
- В лабораторной практике нитрат железа(III) можно получить обменной реакцией:

{\displaystyle {\mathsf {Fe_{2}(SO_{4})_{3}+3Ba(NO_{3})_{2}\longrightarrow 2Fe(NO_{3})_{3}+3BaSO_{4}\downarrow }}}
- Добавив к гидроксонитрату церия(IV) азотную кислоту и сульфат железа(II), получим следующие продукты реакции:

{\displaystyle {\mathsf {Ce(NO_{3})_{3}OH+3HNO_{3}+FeSO_{4}\longrightarrow Ce(NO_{3})_{3}+Fe(NO_{3})_{3}+H_{2}SO_{4}+H_{2}O}}}

## Химические свойства
- В водных растворах нитрат железа(III) подвергается сильному гидролизу:

{\displaystyle {\mathsf {Fe(NO_{3})_{3}+2H_{2}O\rightleftarrows Fe(OH)_{2}NO_{3}+2HNO_{3}}}}
Равновесие можно сместить в обратную сторону сильно подкислив раствор HNO3.
- Разрушается разбавленными щелочами:

{\displaystyle {\mathsf {2Fe(NO_{3})_{3}+6NaOH+(n-6)H_{2}O\longrightarrow Fe_{2}O_{3}\cdot nH_{2}O\downarrow +6NaNO_{3}}}}
- При нагревании разлагается:

{\displaystyle {\mathsf {4Fe(NO_{3})_{3}{\xrightarrow {\ t\ }}2Fe_{2}O_{3}+12NO_{2}\uparrow +3O_{2}\uparrow }}}

## Применение
- Применяется как коагулянт при очистке сточных вод.
- При окраске тканей и шерсти используют нитрат железа(III) как протраву.
- Нитрат железа(III) является катализатором для синтеза амида натрия из раствора натрия в аммиаке:

{\displaystyle {\mathsf {2NH_{3}+2Na{\xrightarrow {Fe(NO_{3})_{3}}}2NaNH_{2}+H_{2}}}}
- Некоторые глины, пропитанные нитратом железа(III), являются полезными окислителями в органическом синтезе.
- Используется ювелирами и кузнецами для протравки серебра и его сплавов.